# إيه إم سي
إيه إم سي (بالإنجليزية: AMC)‏ هي قناة كبلية وفضائية أمريكية تابعة لـشبكة AMC Networks. تبث القناة بشكل رئيسي الأفلام السينمائية بالأضافة إلى كمية محدودة من البرامج الأصلية. كان اسم القناة سابقاً "American Movie Classics" ولكن تم اختصاره بسبب التغيير الكبير الذي طراء على برامجها.
اعتباراً من أغسطس 2013، أصبحت AMC تُستقبل من قبل حوالي 97,699,000 منزل أمريكي مشترك في خدمة التليفزيون المدفوع (85.55% من إجمالي المنازل).

## البرامج
على الرغم من أن الأفلام السينمائية لا زالت تشكل الجزء الأساسي من جدول البث للقناة، إلا أن AMC جذبت اهتماماً كبيراً في السنوات الأخيرة بسبب برامجها الأصلية. عُرض مسلسل Mad Men في 2007، ومن ثم أٌتبعَ بمسلسل Breaking Bad في 2008، الامر الذي منح AMC سمعةً جيدة من مستوى القنوات الخاصة مثل HBO وShowtime، اللتين رفضتا Mad Men قبل أن يتم عرضه على AMC. مع ذلك لا يزال بث المسلسلات يشغل مساحة محدودة من جدول البث لـ AMC.

### برامج حالية
- Better Call Saul منذ 2015
- The Walking Dead منذ 2010
- تحول: جواسيس واشنطن منذ 2014
- Halt & Catch Fire – 2014 منذ 2014
- Hell on Wheels منذ 2011
- Fear the Walking Dead منذ 2015
- Preacher منذ 2016

### برامج سابقة
- Mad Men بين (2007-2015)
- Breaking Bad بين (2008–2013)
- The Killing بين (2011–2013؛ بثت AMC المواسم الثلاثة الأولى. الموسم الرابع والأخير سوف يبث على Netflix)
- Low Winter Sun في (2013)
- Rubicon في (2010)
- The Prisoner (مسلسل قصير 2009)

أقدم
- Hustle بين (2006-2007؛ صورت BBC ثمانية مواسم ولكن عدة فقط مواسم عرضت على AMC)
- The Lot بين (1999–2001)
- Remember WENN بين (1996-1998)

## وصلات خارجية
- الموقع الرسمي